# Della mercatura et del mercante perfetto
Il libro dell’ arte di Mercatura (prevedeno: Knjiga o umijeću trgovine) najznačajnije je djelo Benedikta Kotruljevića, nastalo 1458. godine. Rukopis je 1573. godine, u izmijenjenu obliku, izdao Franjo Petrić pod naslovom Della mercatura et del mercante perfetto (prevedeno: O trgovini i o savršenom trgovcu). Izvorni je tekst, na temelju dvaju prijepisa iz 1484. godine, objavljen 1990. godine, pa se tek tada u cijelosti mogao procijeniti značaj Kotruljevićeva djela. Prvi je priručnik o trgovini i knjigovodstvu.

## Povijest
Nekoliko povjesničara ističu da je rukopis ovog djela prvi rukopis o dvojnom knjigovodstvu, s obzirom na to da je rukopis nastao 1458. godine, barem 36 godina prije Summa de arithmetica Luce Paciolija. Uvriježeno je mišljenje da je razlog zašto je Luca Pacioli smatran „ocem knjigovodstva” je taj što Kotruljevićevo djelo nije bilo službeno objavljeno do 1573. godine. Inačicu na talijanskom objavio je Franjo Petrić 1573. godine u Veneciji. Francuski prijevod tog rukopisa objavljen je u Lyonu 1613. godine pod nazivom Parfait négociant. U Nacionalnoj knjižnici Malte čuva se rana kopija djela Della mercatura e del mercante perfetto s kraja 15. stoljeća. Postoji još jedna rana kopija koja se čuva u Nacionalnoj knjižnici sv. Marka u Veneciji.

## Sadržaj rukopisa
Rukopis sadrži četiri knjige. U prvoj knjizi Kotruljević raspravlja o podrijetlu, oblicima i biti same trgovine, u drugoj o tome kako se trgovac treba držati prema vjeri i bogoštovlju, u trećoj o trgovčevim moralnim i društvenim vrlinama, a u četvrtoj o trgovčevu upravljanju kućom i kućnom zajednicom te o gospodarenju.
Za vrijeme nastanka rukopisa, trgovina je smatrana umjetnošću. „Savršeni trgovac” bio je kulturni čovjek koji se prema svima ponašao moralno te je bio pošten prilikom obrade transakcija. Morao je biti vrlo senzibilan prema lokalnim interesima u mjestima gdje je trgovao. Morao je znati procijeniti političku situaciju i običajne zakone kako bi uspješno vodio svoje poslovanje. Također je morao ne samo biti knjigovođa, već i dobar pisac, retoričar i učeni čovjek koji se uvijek ponaša diplomatski.
Prema Kotruljeviću „savršeni trgovac” suprotan je od mornara i vojnika jer su oni mnogo naivniji prema tim odredbama. Kotruljević je napisao da su oni izrazito glupi jer se ponašaju megalomano i ne baš diplomatski prilikom pijenja u gostionicama i kupovine kruha na tržnici.